# Ghimpați (gmina)
Ghimpați – gmina w Rumunii, w okręgu Giurgiu. Obejmuje miejscowości Copaciu, Ghimpați, Naipu i Valea Plopilor. W 2011 roku liczyła 6064 mieszkańców. 